# Novia Namur
 (janvier 2022).
Si vous disposez d'ouvrages ou d'articles de référence ou si vous connaissez des sites web de qualité traitant du thème abordé ici, merci de compléter l'article en donnant les références utiles à sa vérifiabilité et en les liant à la section « Notes et références ».
Le Novia Namur était un club belge de basket-ball féminin, évoluant en D1 nationale durant la saison 2009-2010. 
En avril 2010, le club a fusionné avec son rival, le Dexia Namur, pour former le BC Namur Capitale.

## Historique
Le club, basé dans la ville de Namur est issu de la fusion, en 2003[réf. nécessaire], entre le Mosa Jambes féminin et le FémiNamur, deux clubs actifs en D1 nationale en cette période.

## Effectif 2009-2010
- 04  Sarah Deneil
- 05  Gaëtane Werbrouck
- 06  Elodie Remy
- 07  Léa Lonay
- 08  Camille Gamache
- 09  Emilie Vermylen
- 10 Sarah Dochez
- 11 Candice Brus
- 12 Mairy Chainiaux
- 13 Justine Derenne
- 14 Charlotte Ippersiel
- 15 Elise Sturam

- Justine Marion
- Sophie Bottriaux
- Sophie Henin
- Cynthia Berlemont

- Coach : Didier Prinsen[2]
- Assistant : Stéphane Dehasse

## Joueuses marquantes
- Marjorie Carpréaux
- Coralie Laloux
- Pauline Baudoin
- Martine Dujeux
- Bernadette Ngoyisa
- Sophie Tirtiaux
- Cécile Lhonneux